# Daganzo de Abajo
Daganzo de Abajo o Daganzuelo es un despoblado español perteneciente al municipio de Ajalvir, en la Comunidad de Madrid.

## Historia
En 1576 su población era de 130 vecinos y contaba con iglesia y tres ermitas, mientras que en 1786 se redujo a 10 personas. A principios del siglo XIX, Sebastián Miñano, en su Diccionario geográfico y estadístico de España y Portugal (1826-1829), señalaba que era villa señorial de la provincia de Madrid, perteneciente al partido de Alcalá de Henares y al arzobispado de Toledo. La describe en una vega que nace por el norte en Daganzo de Arriba, tiene vistas al campo de Torrejón y Alcalá por el sur, mientras que al este y al oeste está flanqueada por dos pequeños cerros. Su población era de 100 habitantes y producía trigo, cebada, avena, garbanzos, almortas, habas y vino.
Años más tarde, Pascual Madoz, en su Diccionario geográfico-estadístico-histórico de España y sus posesiones de Ultramar (1845-1850), lo sitúa en la provincia, audiencia territorial y capitanía general de Madrid, dentro del partido judicial de Alcalá de Henares y la diócesis de Toledo, así como perteneciente al ayuntamiento de Ajalvir. Lo describe en una pequeña vega, combatida por los vientos del norte y oeste, cuyo terreno era de mediana calidad. Poseía 18 casas en una misma calle y una plaza, contaba con cárcel, palacio, escuela de instrucción primaria, fuente e iglesia parroquial dedicada a San Bartolomé. Su población era de 96 habitantes y su economía se basaba en la producción de trigo, cebada, centeno, avena, garganzos, habas, guisantes, con ganado lanar y vacuno así como caza de liebres y perdices.
Su desaparición se produjo posiblemente tras la desamortización de Mendizábal ya que contaba como anexo un convento. Su término fue dividido entre Ajalvir, Alcalá de Henares y Daganzo de Arriba. Actualmente solo quedan los restos de un pozo, la tapia del cementerio y cascotes.